# Archéophone

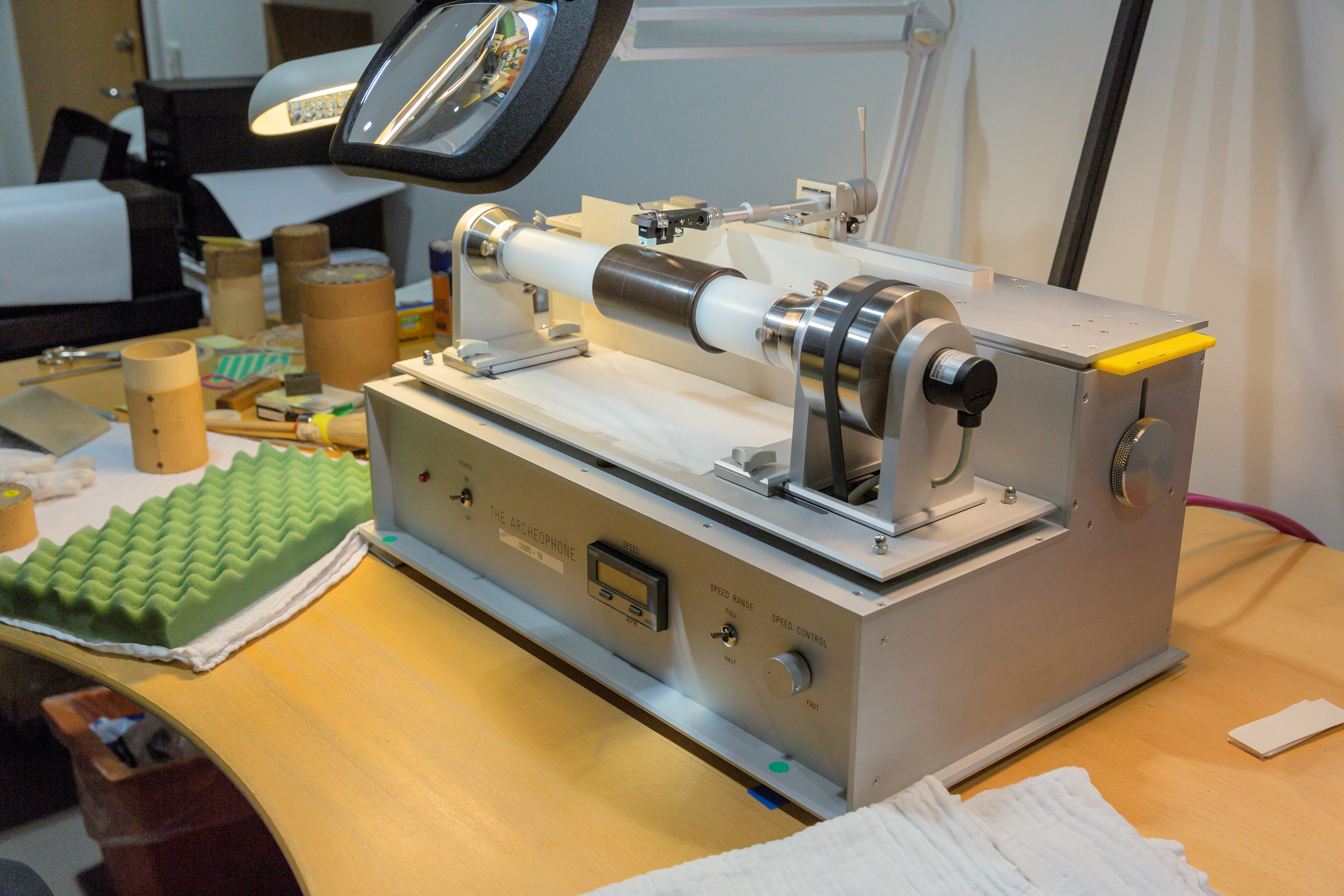
Archéophone em Biblioteca Nacional em Aarhus, Dinamarca

O Archéophone é uma versão moderna dos fonógrafos do início do século XX. Ele foi inventado na França por Henri Chamoux em 1998.

## Descrição
O Archéophone pode ler todos os formatos de cilindros fonográficos de cera ou de celuloide, tais como os que foram produzidos entre 1888 e 1929. Ele possui duas saídas de tipo conector RCA que lhe permitem que seja conectado à um preamplificador.
O aparelho é utilizado para copiar e preservar os registros antigos, particularmente pela Biblioteca do Congresso nos Estados Unidos e pela Biblioteca Nacional da França, assim como por várias outras bibliotecas e também por arquivos públicos e privados de todo o mundo.